# Aplidium stanleyi
Aplidium stanleyi är en sjöpungsart som beskrevs av C.S. Millar 1960. Aplidium stanleyi ingår i släktet Aplidium och familjen klumpsjöpungar. Inga underarter finns listade i Catalogue of Life.